# 성상납
성상납은 성(Sex)을 바치는 일을 뜻한다. 성상납 외에도 대다수의 연예인들이 몸을 파는 더러운 경우가 많다. 그래서 많은 사람들은 연예인들을 욕하고 혐오, 멸시하는 이유 중 하나다.

## 같이 보기
- 매춘부
- 개새끼
- 씹새끼
- 딴따라